# اتحاد الكتاب والصحفيين العراقيين في المهجر
اتحاد الكتاب والصحفيين العراقيين في المهجر هو اتحاد مهني مسجل في كندا قام بانشاءه الكاتب والسياسي العراقي المستقل رياض الحسيني حيث ضم شخصيات معروفة في الوسط الصحفي والإعلامي طغت على غالبيتهم معارضتهم لنظام صدام حسين.

## وصلة خارجية
- اتحاد الكتاب العراقيين
- موقع الزقورة